# Dasyatis hypostigma
Dasyatis hypostigma is een vissensoort uit de familie van de pijlstaartroggen (Dasyatidae). De wetenschappelijke naam van de soort is voor het eerst geldig gepubliceerd in 2004 door Santos & Carvalho.